# Ozicrypta kroombit
Ozicrypta kroombit là một loài nhện trong họ Barychelidae. Loài này phân bố ờ Queensland.